# هنري كلاب شيرمان
هنري كلاب شيرمان (بالإنجليزية: Henry Clapp Sherman)‏ هو كيميائي أمريكي، ولد في 16 أكتوبر 1875، وتوفي في 7 أكتوبر 1955.